# Хардвик (Калифорнија)
Хардвик (енгл. Hardwick) насељено је место без административног статуса у америчкој савезној држави Калифорнија.

## Демографија
По попису из 2010. године број становника је 138.
| Група             | 2000.    | 2010.      |
| Белци             | 0 (0,0%) | 44 (31,9%) |
| Афроамериканци    | 0 (0,0%) | 5 (3,6%)   |
| Азијати           | 0 (0,0%) | 0 (0,0%)   |
| Хиспаноамериканци | 0 (0,0%) | 86 (62,3%) |
| Укупно            | 0        | 138        |